# Americanaplana fernaldi
Americanaplana fernaldi är en plattmaskart som beskrevs av Ax 1967. Americanaplana fernaldi ingår i släktet Americanaplana och familjen Otoplanidae. Inga underarter finns listade i Catalogue of Life.